# Warren Ellis (musicien)
Pour les articles homonymes, voir Warren Ellis (homonymie) et Ellis.
Warren Ellis, né le 14 février 1965 à Ballarat (État de Victoria, Australie), est un musicien et compositeur australien, membre de Dirty Three, Nick Cave and the Bad Seeds et Grinderman jusqu'à la dissolution de ce dernier groupe, en décembre 2011,.
Il joue principalement du violon mais aussi du piano, du bouzouki, de la guitare, de la mandoline et programme également des boucles électroniques.

## Avec Nick Cave
Warren Ellis a composé, avec Nick Cave, la bande originale du film The Proposition de John Hillcoat (2005), qui a été récompensée par un AFI Award et un FCCA Award.
En 2007, il s'associe de nouveau avec son compatriote Nick Cave pour composer la très remarquée bande originale du western onirique d'Andrew Dominik, L'Assassinat de Jesse James par le lâche Robert Ford.
Le duo composera par la suite la bande son de deux autres films de John Hillcoat, celle de La Route en 2009, adaptation du roman éponyme de Cormac Mc Carthy récompensé par le prix Pulitzer de la fiction en 2007, et, en 2012, celle du film Des hommes sans loi, adapté du roman Pour quelques gouttes d'alcool de Matt Bondurant.
En 2014, Warren Ellis et Nick Cave composent la bande originale du film Loin des hommes, de David Oelhoffen, avec Viggo Mortensen et Reda Kateb dans les rôles principaux. Loin des hommes est adapté d'une nouvelle de Camus, et s'apparente au genre du western humaniste. Le film a été sélectionné à la Mostra en compétition officielle, à Toronto et au BFI Film Festival.
En 2015 il signe la bande originale du film Mustang réalisé par Deniz Gamze Ergüven, pour lequel il a reçu le césar du meilleur compositeur en 2016.
En 2017, il dirige la bande originale du film biographique Django, consacré à trois années de vie de Django Reinhardt durant l’occupation. Pour les besoins du film, avec l'aide du petit-fils de l'artiste (David Reinhardt), il reconstitue et parachève Requiem à mes frères tsiganes, œuvre insolite que Django Reinhardt avait composée à la mémoire du génocide des Tsiganes et qui ne fut jouée qu'une seule fois lors de la Libération. La partition fut en grande partie perdue, il n'en subsiste plus que quelques bribes. Le film narre comment Django Reinhardt composa ce requiem qui est joué en épilogue.

## Discographie

### Avec Nick Cave
- 2021 : Carnage

## Musiques de film

### Avec Nick Cave
- 2005 : The Proposition de John Hillcoat
- 2007 : L'Assassinat de Jesse James par le lâche Robert Ford (The Assassination of Jesse James By the Coward Robert Ford) d'Andrew Dominik
- 2009 : La Route (The Road) de John Hillcoat
- 2011 : Días de gracia d'Everardo Gout
- 2012 : Des hommes sans loi (Lawless) de John Hillcoat
- 2012 : Quelques heures de printemps de Stéphane Brizé
- 2014 : Loin des hommes de David Oelhoffen
- 2015 : Mustang de Deniz Gamze Ergüven
- 2016 : Comancheria (Hell or High Water) de David Mackenzie
- 2016 : Mars (mini-série)
- 2017 : Wind River de Taylor Sheridan
- 2017 : War Machine de David Michôd
- 2017 : Kings de Deniz Gamze Ergüven
- 2021 : La Panthère des neiges de Vincent Munier et Marie Amiguet
- 2022 : Blonde d'Andrew Dominik
- 2023 : The New Boy de Warwick Thornton
- 2024 : Back to Black de Sam Taylor-Johnson

### En solo

#### Longs métrages
- 2015 : Mustang de Deniz Gamze Ergüven
- 2016 : Bad Girl de Fin Edquist
- 2017 : Django d'Étienne Comar
- 2017 : Gauguin : Voyage de Tahiti d'Édouard Deluc

#### Courts métrages
- 1999 : Expelling the Demon de Devlin Crow
- 2005 : The Libertine de Morgan Christie
- 2011 : Submission (vidéo) de Martina Amati
- 2013 : Jumpers: What Must I Do to Be Saved de Iain Forsyth et Jane Pollard
- 2015 : Pitchoune de Reda Kateb
- 2019 : Sous la peau de Julien Mignot[4]

#### Documentaires
- 2007 : The English Surgeon
- 2009 : The Girls of Phnom Penh
- 2012 : West of Memphis
- 2013 : Tender
- 2014 : 20 000 jours sur Terre (20,000 Days on Earth )
- 2015 : Prophet's Prey
- 2015 : Ecco Homo
- 2019 : This Train I Ride
- 2021 : The Scars of Ali Boulala
- 2021 : La Panthère des neiges de Marie Amiguet

## Distinction

### Récompense
- César 2016 : Meilleure musique pour Mustang

### Nomination
- César 2022 : Meilleure musique originale pour La Panthère des neiges